# Annabergit
Annabergit, veraltet auch als Nickelblüte oder Nickelocker bekannt, ist ein eher selten vorkommendes Mineral aus der Mineralklasse der „Phosphate, Arsenate, Vanadate“ mit der chemischen Zusammensetzung Ni3[AsO4]2·8H2O und ist damit chemisch gesehen ein wasserhaltiges Nickel-Arsenat.
Annabergit kristallisiert im monoklinen Kristallsystem und entwickelt nadelige bis langprismatische oder tafelige Kristalle, aber auch feinkörnige, massige oder erdige Mineral-Aggregate und krustige Überzüge. Seine Farbe schwankt zwischen dunkelgrün, gelbgrün und hellgrün. Mit zunehmendem Cobaltgehalt nimmt die Farbe einen immer stärkeren Grauton an.

## Etymologie und Geschichte
Erstmals wissenschaftlich beschrieben und als eigenständiges Mineral erkannt wurde Annabergit 1852 durch Henry James Brooke und William Hallowes Miller, die das Mineral nach seinem Fundort „Annaberg“ (heute Annaberg-Buchholz) benannten. Entdeckt wurde es dort in der „Teichgräber Flacher Ader“ des Schachtes „Malwine“ im Ortsteil Frohnau. Dieser Ort gilt durch seine Benennung auch als Typlokalität des Annabergit.
Bekannt und beschrieben war das Mineral allerdings bereits etwa ein Jahrhundert vorher. 1758 beschrieb Axel Frederic Cronstedt im zunächst anonym erschienenen Werk Försök til Mineralogie (übersetzt 1770 durch Brünnich) einen grünlichen Belag auf Nickelin (Kupfernickel), den er für eine Art Kalk von Nickel hält; also ein Nickeloxid. Er nennt diesen Belag daher Nickelocker (Ochra Niccoli). Für den Nickelocker gibt Cronstedt keinen Fundort an, wohl aber für den Kupfernickel, der aus Sachsen, Saalfeld und den Kobaltgruben zu „Los in Helsingeland“ (schwedisch: Los kobolt grufvor i Färila socken och Helsingeland) kommen soll.
Johan Gottschalk Wallerius beschreibt das Mineral 1778 in seinem Werk Systema mineralogicum als „Niccolum colore viridi efflorescens“, zu Deutsch Nickel-Blüthe, gibt jedoch keinen Fundort an.
Eine genaue chemische Analyse des Annabergits liefern erst Brooke und Miller, die ihn als wasserhaltiges Arsenat des Nickels beschreiben und eine Isomorphie mit Erythrin (Co3[AsO4]2 • 8H2O) und Vivianit (Fe3[PO4]2 • 8 H2O) annehmen, was sich später bestätigt. Alle drei Minerale kristallisieren monoklin-prismatisch.

## Klassifikation
Bereits in der veralteten 8. Auflage der Mineralsystematik nach Strunz gehörte der Annabergit zur Mineralklasse der „Phosphate, Arsenate und Vanadate“ und dort zur Abteilung der „Wasserhaltigen Phosphate, Arsenate und Vanadate ohne fremde Anionen“, wo er zusammen mit Erythrin, Hörnesit, Köttigit, Parasymplesit und Vivianit die „Vivianit-Reihe“ mit der System-Nr. VII/C.10a bildete.
Im Lapis-Mineralienverzeichnis nach Stefan Weiß, das sich aus Rücksicht auf private Sammler und institutionelle Sammlungen noch nach dieser alten Form der Systematik von Karl Hugo Strunz richtet, erhielt das Mineral die System- und Mineral-Nr. VII/C.13-80. In der „Lapis-Systematik“ entspricht dies ebenfalls der Abteilung „Wasserhaltige Phosphate, Arsenate und Vanadate ohne fremde Anionen“, wo Annabergit zusammen mit Arupit, Barićit, Bobierrit, Cattiit, Erythrin, Hörnesit, Köttigit, Manganohörnesit, Pakhomovskyit, Parasymplesit und Vivianit eine eigenständige, aber unbenannte Gruppe bildet (Stand 2018).
Auch die seit 2001 gültige und von der International Mineralogical Association (IMA) bis 2009 aktualisierte 9. Auflage der Strunz’schen Mineralsystematik ordnet den Annabergit in die Abteilung der „Phosphate usw. ohne zusätzliche Anionen; mit H2O“ ein. Diese ist allerdings weiter unterteilt nach der relativen Größe der beteiligten Kationen sowie dem Stoffmengenverhältnis von Phosphat-, Arsenat- bzw. Vanadat-Komplex (RO4) zu Kristallwasser (H2O), so dass das Mineral entsprechend seiner Zusammensetzung in der Unterabteilung „Mit ausschließlich mittelgroßen Kationen; RO4 : H2O ≤ 1 : 2,5“ zu finden ist, wo es zusammen mit Arupit, Babánekit, Barićit, Erythrin, Ferrisymplesit, Hörnesit, Köttigit, Manganohörnesit, Pakhomovskyit, Parasymplesit, Santabarbarait und Vivianit die „Vivianit-Gruppe“ mit der System-Nr. 8.CE.40 bildet.
Die im englischen Sprachraum gebräuchliche Systematik der Minerale nach Dana ordnet den Annabergit ebenfalls in die Klasse der „Phosphate, Arsenate und Vanadate“, dort allerdings in die Abteilung der „Wasserhaltigen Phosphate etc., mit (A2+)3(XO4)2 × x(H2O)“, wo er zusammen mit Arupit, Barićit, Erythrin, Köttigit, Parasymplesit, Hörnesit, Pakhomovskyit und Vivianit die „Vivianitgruppe“ mit der System-Nr. 40.03.06 bildet.

## Kristallstruktur
Annabergit kristallisiert im monoklinen Kristallsystem in der Raumgruppe C2/m (Raumgruppen-Nr. 12) mit den Gitterparametern a = 10,05 Å; b = 13,30 Å; c = 4,72 Å und β = 102,1 ° sowie zwei Formeleinheiten pro Elementarzelle.

## Eigenschaften
Annabergit ist gut säurelöslich und schmilzt leicht vor dem Lötrohr zu einer grauen Kugel, wobei Arsengeruch aufsteigt.

## Modifikationen und Varietäten
Das wasserfreie Nickelarsenat (Ni3[AsO4]2) ist als Mineral Xanthiosit bekannt.
Ein ursprünglich 1868 von Dana beschriebenes und nach dessen Typlokalität Sierra Cabrera nahe Almería (Andalusien) in Spanien als Cabrerit bezeichnetes Mineral (auch Cabreran) gilt als Varietät von Annabergit mit Beimengungen von Magnesium, genauer mit einem Anteil von 4,64 bis 9,29 Gew.-% Magnesiumoxid (MgO). In einer ehemaligen Nickelgrube im Cottonwood Canyon nahe Bolivia (Churchill County) im US-Bundesstaat Nevada wurde allerdings 2023 ein dort erstmals entdecktes Mineral mit der Zusammensetzung NiMg2[AsO4]2·8H2O von seinen Erstbeschreibern Anthony R. Kampf, Paul M. Adams und Chi Ma ebenfalls als Cabrerit bezeichnet.

## Bildung und Fundorte

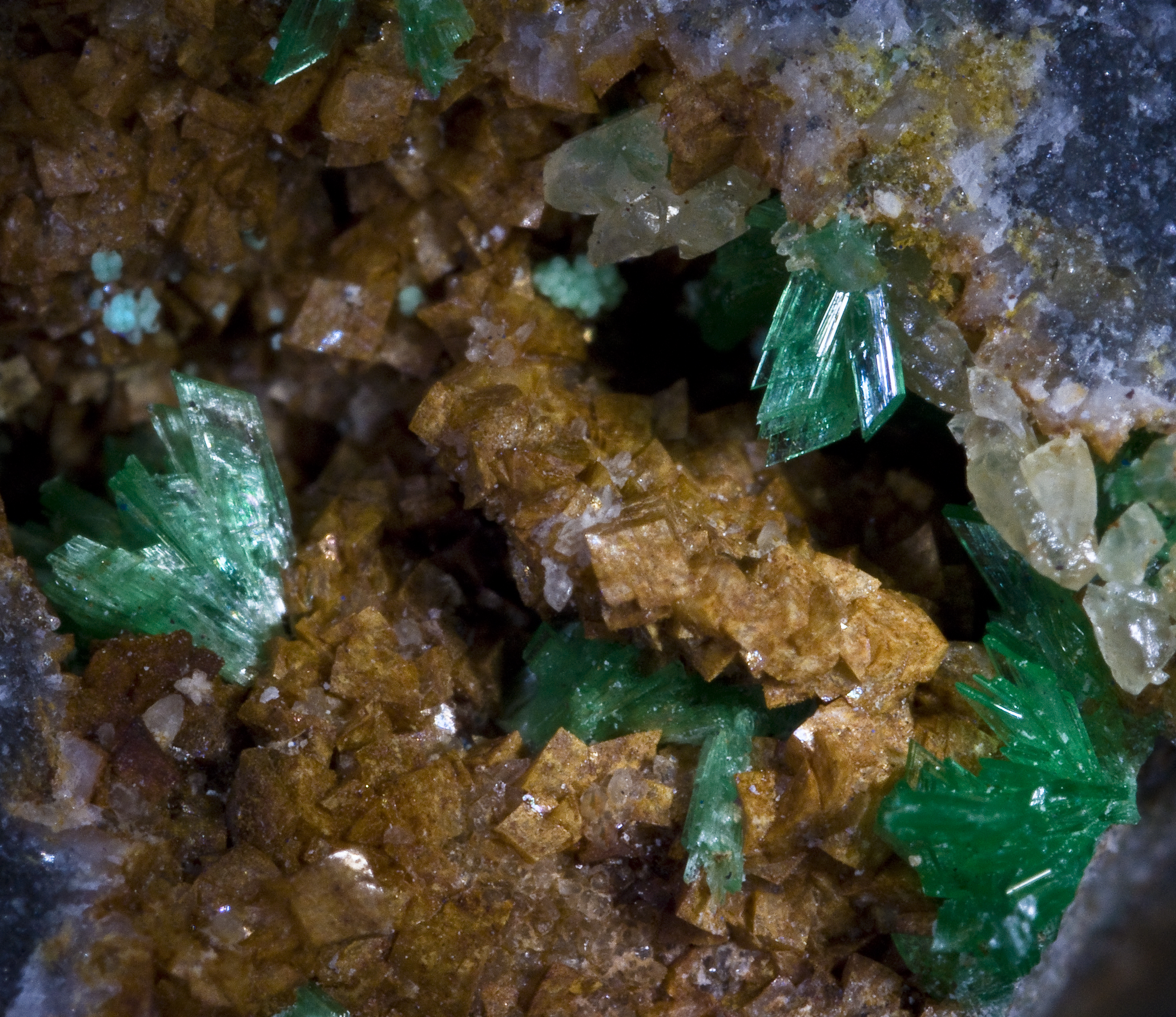
Annabergite auf Siderit aus Laurion, Griechenland

Annabergit entsteht durch Verwitterung vor allem in Nickellagerstätten. Es bilden sich vor allem mikrokristalline, flockige Überzüge, aber auch derbe, erdige Krusten. Kristalle sind eher selten zu finden und sind meist kurz und haarförmig. Auf Nickelin (Rotnickelkies) und Nickel-Skutterudit (Chloanthit) bildet es meist Ausblühungen (Effloreszenzen).
Weltweit konnte Annabergit bisher (Stand: 2010) an rund 330 Fundorten nachgewiesen werden, so neben Deutschland unter anderem noch in Argentinien, Australien, Bolivien, Chile, China, Finnland, Frankreich, Griechenland, Iran, Irland, Italien, Japan, Kanada, Marokko, Mexiko, Niederlande, Neuseeland, Norwegen, Oman, Österreich, Polen, Portugal, Rumänien, Russland, Schweden, Schweiz, Simbabwe, Slowakei, Spanien, Südafrika, Tschechien, Türkei, Ungarn, im Vereinigten Königreich (Großbritannien) und in den Vereinigten Staaten (USA).
Gute Mineralfunde wurden unter anderem in der türkischen Gemeinde Çukurören im Landkreis Keçiborlu, in der spanischen Sierra Cabrera und in der Nähe der griechischen Stadt Laurion gemacht, wo Kristalle bis etwa 5 mm Größe zutage traten. Aus der „Snowbird Mine“ bei Alberton (Montana) in den USA wurden etwa 2 cm große Annabergit-Knollen geborgen.